# Oxyopes fujianicus
Oxyopes fujianicus är en spindelart som beskrevs av Song och Zhu 1993. Oxyopes fujianicus ingår i släktet Oxyopes och familjen lospindlar. Inga underarter finns listade i Catalogue of Life.